# Нгуєн Тхі Луа
Нгуєн Тхі Луа (в'єт. Nguyễn Thị Lụa; нар. 24 липня 1991, Ханой) — в'єтнамська борчиня вільного стилю, дворазова срібна та дворазова бронзова призерка чемпіонатів Азії, срібна призерка Азійських ігор, чемпіонка Ігор Південно-Східної Азії, учасниця двох Олімпійських ігор.

## Біографія
Боротьбою почала займатися з 2004 року. У 2007 році стала бронзовою призеркою чемпіонату Азії серед кадетів. Віце-чемпіонка Азії 2009 та 2011 років серед юніорів. Бронзова призерка чемпіонату Азії 2010 року в цій же віковій групі.
Виступає за спортивний клуб «Ханой» з однойменного міста.

## Спортивні результати на міжнародних змаганнях

### Виступи на Олімпіадах
| Змагання                    | Збірна  | Вагова категорія          | Місце |
| --------------------------- | ------- | ------------------------- | ----- |
| Літні Олімпійські ігри 2012 | В'єтнам | жіноча боротьба, до 48 кг | 16    |
| Літні Олімпійські ігри 2016 | В'єтнам | жіноча боротьба, до 53 кг | 15    |

### Виступи на Чемпіонатах світу
| Змагання                        | Збірна  | Вагова категорія          | Місце |
| ------------------------------- | ------- | ------------------------- | ----- |
| Чемпіонат світу з боротьби 2008 | В'єтнам | жіноча боротьба, до 48 кг | 20    |
| Чемпіонат світу з боротьби 2009 | В'єтнам | жіноча боротьба, до 48 кг | 5     |
| Чемпіонат світу з боротьби 2011 | В'єтнам | жіноча боротьба, до 48 кг | 32    |
| Чемпіонат світу з боротьби 2013 | В'єтнам | жіноча боротьба, до 51 кг | 18    |
| Чемпіонат світу з боротьби 2015 | В'єтнам | жіноча боротьба, до 53 кг | 9     |

### Виступи на Чемпіонатах Азії
| Змагання                       | Збірна  | Вагова категорія          | Місце  |
| ------------------------------ | ------- | ------------------------- | ------ |
| Чемпіонат Азії з боротьби 2009 | В'єтнам | жіноча боротьба, до 48 кг | Бронза |
| Чемпіонат Азії з боротьби 2010 | В'єтнам | жіноча боротьба, до 48 кг | Бронза |
| Чемпіонат Азії з боротьби 2011 | В'єтнам | жіноча боротьба, до 48 кг | 7      |
| Чемпіонат Азії з боротьби 2012 | В'єтнам | жіноча боротьба, до 48 кг | 7      |
| Чемпіонат Азії з боротьби 2013 | В'єтнам | жіноча боротьба, до 51 кг | 7      |
| Чемпіонат Азії з боротьби 2014 | В'єтнам | жіноча боротьба, до 53 кг | Срібло |
| Чемпіонат Азії з боротьби 2015 | В'єтнам | жіноча боротьба, до 53 кг | 5      |
| Чемпіонат Азії з боротьби 2016 | В'єтнам | жіноча боротьба, до 53 кг | Срібло |

### Виступи на Азійських іграх
| Змагання           | Збірна  | Вагова категорія          | Місце  |
| ------------------ | ------- | ------------------------- | ------ |
| Азійські ігри 2010 | В'єтнам | жіноча боротьба, до 48 кг | Срібло |
| Азійські ігри 2014 | В'єтнам | жіноча боротьба, до 48 кг | 12     |

### Виступи на інших змаганнях
| Змагання                                                     | Збірна  | Вагова категорія          | Місце  |
| ------------------------------------------------------------ | ------- | ------------------------- | ------ |
| Олімпійський кваліфікаційний турнір з боротьби 2012 (Астана) | В'єтнам | жіноча боротьба, до 48 кг | Срібло |
| Ігри Південно-Східної Азії 2013                              | В'єтнам | жіноча боротьба, до 51 кг | Золото |
| Олімпійський кваліфікаційний турнір з боротьби 2016 (Астана) | В'єтнам | жіноча боротьба, до 53 кг | Срібло |

### Виступи на змаганнях молодших вікових груп
| Змагання                                      | Збірна  | Вагова категорія          | Місце  |
| --------------------------------------------- | ------- | ------------------------- | ------ |
| Чемпіонат Азії з боротьби серед кадетів 2007  | В'єтнам | жіноча боротьба, до 46 кг | Бронза |
| Чемпіонат Азії з боротьби серед юніорів 2009  | В'єтнам | жіноча боротьба, до 48 кг | Срібло |
| Чемпіонат світу з боротьби серед юніорів 2009 | В'єтнам | жіноча боротьба, до 48 кг | 19     |
| Чемпіонат Азії з боротьби серед юніорів 2010  | В'єтнам | жіноча боротьба, до 48 кг | Бронза |
| Чемпіонат Азії з боротьби серед юніорів 2011  | В'єтнам | жіноча боротьба, до 48 кг | Срібло |
| Чемпіонат світу з боротьби серед юніорів 2011 | В'єтнам | жіноча боротьба, до 48 кг | 5      |